# The NHLPA and NHL Present: Wayne Gretzky's 3D Hockey
The NHLPA and NHL Present: Wayne Gretzky's 3D Hockey est un jeu vidéo de hockey sur glace sorti en 1996 sur arcade, Nintendo 64 et PlayStation. Le jeu a été développé par Williams Entertainment et édité par Midway Games.